# Carlinville
Carlinville è un comune degli Stati Uniti d'America, situato in Illinois, nella Contea di Macoupin, della quale è il capoluogo.